# De Vuelta a Los 15
De vuelta a los 15 es una serie de televisión brasileña de drama que se estrenó el 25 de febrero de 2022 en Netflix. Basada en el libro de 2013 del mismo nombre de la escritora Bruna Vieira, la serie sigue a Anita, una mujer de treinta años que termina regresando a cuando tenía quince. La joven termina tratando de arreglar la vida de todos los que la rodean, pero cada cambio en el pasado impacta en el futuro de todos y no siempre para mejor.
Protagonizada por Maisa Silva y Camila Queiroz, que también actúan como narradoras de la serie, junto a un elenco integrado por Klara Castanho, Yana Sardenberg, João Guilherme, Bruno Montaleone, Amanda Azevedo, Mariana Rios, Pedro Vinícius, Alice Marcone, Caio Cabral, Breno Ferreira, Antonio Carrara y Gabriel Stauffer.

## Sinopsis
De Vuelta a Los 15 sigue a Anita (Maisa Silva y Camila Queiroz), una mujer de 30 años que termina regresando a cuando tenía apenas 15 años. La joven termina tratando de arreglar la vida de todos los que la rodean, pero cada cambio en el pasado impacta en el futuro de todos y no siempre para mejor.
Anita intenta arreglar la vida de Carol (Klara Castanho), su prima que está involucrada con el basurero más grande de la ciudad; Luiza (Amanda Azevedo), su hermana que vive atrapada en el papel de princesita de la ciudad; de César (Pedro Vinícius), su nuevo amigo que necesita coraje para ser quien es; y Henrique (Caio Cabral), su mejor amigo nerd que está secretamente enamorado de ella.

## Temporadas
| Temporada | Temporada | Episodios | Episodios | Lanzamiento original  | Lanzamiento original  |
| --------- | --------- | --------- | --------- | --------------------- | --------------------- |
|           | 1         | 6         | 6         | 25 de febrero de 2022 | 25 de febrero de 2022 |
|           | 2         | 6         | 6         | 5 de julio de 2023    | 5 de julio de 2023    |
|           | 3         | 6         | 6         | 21 de agosto de 2024  | 21 de agosto de 2024  |

## Reparto
| Personaje       | 2006              | 2021             |
| --------------- | ----------------- | ---------------- |
| Anita Rocha     | Maisa Silva       | Camila Queiroz   |
| Luiza Rocha     | Amanda Azevedo    | Mariana Rios     |
| Antônio Rocha   | Felipe Camargo    | Felipe Camargo   |
| Vânia Rocha     | Luciana Braga     | Luciana Braga    |
| Carol           | Klara Castanho    | Yana Sardenberg  |
| Fabrício        | João Guilherme    | Bruno Montaleone |
| Henrique        | Caio Cabral       | Breno Ferreira   |
| César/Camila    | Pedro Vinícius    | Alice Marcone    |
| Eduardo         | Gabriel Wiedemann | Fabrício Licursi |
| Douglas Dourado | Lucca Picon       | Rafael Coimbra   |
| Leonardo        | Pedro Ottoni      |                  |
| Joel            | Antônio Carrara   | Gabriel Stauffer |

## Producción

### Desarrollo
La serie fue anunciada el 11 de febrero de 2021 por la protagonista de la serie, Maisa Silva. En el video, Maisa aparece sorprendiendo a sus compañeros de reparto, quienes no saben quién interpretará a Anita.
La adaptación de la serie fue desarrollada por Janaina Tokitaka con producción de Glaz Entertainment.

### Filmación
Las grabaciones comenzaron oficialmente el 22 de febrero, en São Paulo. Debido al recrudecimiento de la pandemia, las grabaciones se suspendieron y se reanudaron el 10 de mayo. El 3 de julio comenzaron las grabaciones externas en Bananal, en el interior de São Paulo, y terminaron el 13 de julio del mismo año. En el mes de septiembre se realizaron las últimas externas en París, Francia.
La segunda temporada de la serie se estrenó el 5 de julio de 2023 en Netflix.